# Tatsuya Matsuki
Tatsuya Matsuki (jap. マツキ タツヤ Matsuki Tatsuya; ur. 29 maja 1991) – japoński mangaka, autor serii act-age.

## Życiorys

### Praca w branży filmowej i debiut jako mangaka
Zanim tworzył mangi, pracował w branży filmowej, gdzie zajmował się montażem i pisaniem scenariuszy do filmów. W późniejszym czasie postanowił narysować mangę na temat snów predykcyjnych, co przykuło uwagę artysty mangi, Shiro Usazakiego. Podczas czytania jednego numeru magazynu „Shūkan Shōnen Jump” dostrzegł, że wydawnictwo Shūeisha organizuje konkurs Stokin Pro dla początkujących twórców mangi. Jego debiutanckim dziełem było Asagaya geijutsu kōkō eizō-ka e yōkoso (jap. 阿佐ヶ谷芸術高校映像科へようこそ), współtworzone z Shiro Usazakim, które zajęło drugie miejsce w konkursie. Później, kompletny manuskrypt został opublikowany w numerze 9/2017 magazynu „Shūkan Shōnen Jump” (z 30 stycznia 2017).

### act-age
Jego najpopularniejszy tytuł, zatytułowany act-age, również współtworzony z Shiro Usazakim, zadebiutował 22 stycznia 2018 w numerze 6/2018 magazynu „Shūkan Shōnen Jump”. W czerwcu 2020 wersja tankōbon osiągnęła sprzedaż na poziomie 3 milionów egzemplarzy, natomiast w 2019 roku seria nominowana była do nagrody Kōdansha Manga w kategorii shōnen-manga.

### Seksualny skandal i aresztowanie
8 sierpnia 2020 podano do wiadomości, że Tatsuya Matsuki został aresztowany pod zarzutem molestowania seksualnego dziewczyny w wieku gimnazjalnym. Tego samego dnia redaktorzy magazynu „Shūkan Shōnen Jump” wydali oświadczenie, w którym sprawę aresztowania potraktują poważnie. Następnego dnia mangaka przyznał się do zarzucanego mu czynu. 10 sierpnia wydawnictwo Shūeisha podjęło decyzję o anulowaniu dalszej serializacji mangi act-age wraz z wydaniem 123. rozdziału, który został opublikowany w numerze 36-37/2020 (z 11 sierpnia). W oświadczeniu wydanym 24 sierpnia artysta serii, Shiro Usazaki wyraził współczucie dziewczynie, która padła ofiarą molestowania seksualnego dokonanego przez Tatsuyę Matsuki. Ponadto oświadczył, że ofiara nie chciała, żeby seria wywoływała podobne reakcje z jej strony i uznał decyzję wydawnictwa Shūeisha o anulowaniu dalszej serializacji za stosowną, a także zaapelował do fanów serii, aby nie nękali ani obwiniali dziewczyny.
23 grudnia sąd rejonowy w Tokio uznał mangakę za winnego molestowania seksualnego dziewczyny i wymierzył karę 18 miesięcy więzienia w zawieszeniu na 3 lata.